# La Genevraie
Ne doit pas être confondu avec La Genevraye.
La Genevraie est une ancienne commune française,  située dans le département de l'Orne  et la région Normandie, peuplée de 91 habitants.
En 2025, elle fusionne avec Les Authieux-du-Puits, Godisson, Le Merlerault et Nonant-le-Pin pour devenir Merlerault-le-Pin.

## Géographie
Située à 5 kilomètres du Merlerault, La Genevraie fait partie du canton de Rai.

### Climat
Pour des articles plus généraux, voir Climat de la Normandie et Climat de l'Orne.
En 2010, le climat de la commune est de type climat océanique dégradé des plaines du Centre et du Nord, selon une étude du CNRS s'appuyant sur une série de données couvrant la période 1971-2000. En 2020, Météo-France publie une typologie des climats de la France métropolitaine dans laquelle la commune est dans une zone de transition entre le climat océanique et le climat océanique altéré et est dans la région climatique Normandie (Cotentin, Orne), caractérisée par une pluviométrie relativement élevée (850 mm/a) et un été frais (15,5 °C) et venté. Parallèlement le GIEC normand, un groupe régional d’experts sur le climat, différencie quant à lui, dans une étude de 2020, trois grands types de climats pour la région Normandie, nuancés à une échelle plus fine par les facteurs géographiques locaux. La commune est, selon ce zonage, exposée à un « climat des plateaux abrités », se caractérisant par une pluviométrie et des contraintes thermiques modérées mais aussi, par effet de continentalité, des températures plus contrastées qu'au nord dans la plaine de Caen, avec communément 10 à 15 jours par an de plus de froid en hiver et de chaleur en été.
Pour la période 1971-2000, la température annuelle moyenne est de 10 °C, avec une amplitude thermique annuelle de 14,4 °C. Le cumul annuel moyen de précipitations est de 835 mm, avec 13,1 jours de précipitations en janvier et 8 jours en juillet. Pour la période 1991-2020, la température moyenne annuelle observée sur la station météorologique la plus proche, située sur la commune du Merlerault à 3 km à vol d'oiseau, est de 0,0 °C[Combien ?] et le cumul annuel moyen de précipitations est de 0,0 mm[Combien ?],. Pour l'avenir, les paramètres climatiques de la commune estimés pour 2050 selon différents scénarios d’émission de gaz à effet de serre sont consultables sur un site dédié publié par Météo-France en novembre 2022.

## Urbanisme

### Typologie
Au 1er janvier 2024, La Genevraie est catégorisée commune rurale à habitat très dispersé, selon la nouvelle grille communale de densité à sept niveaux définie par l'Insee en 2022.
Elle est située hors unité urbaine et hors attraction des villes,.

### Occupation des sols
L'occupation des sols de la commune, telle qu'elle ressort de la base de données européenne d’occupation biophysique des sols Corine Land Cover (CLC), est marquée par l'importance des territoires agricoles (94,4 % en 2018), une proportion identique à celle de 1990 (94,4 %). La répartition détaillée en 2018 est la suivante : 
prairies (72,5 %), terres arables (18,5 %), forêts (5,6 %), zones agricoles hétérogènes (3,4 %). L'évolution de l’occupation des sols de la commune et de ses infrastructures peut être observée sur les différentes représentations cartographiques du territoire : la carte de Cassini (XVIIIe siècle), la carte d'état-major (1820-1866) et les cartes ou photos aériennes de l'IGN pour la période actuelle (1950 à aujourd'hui).

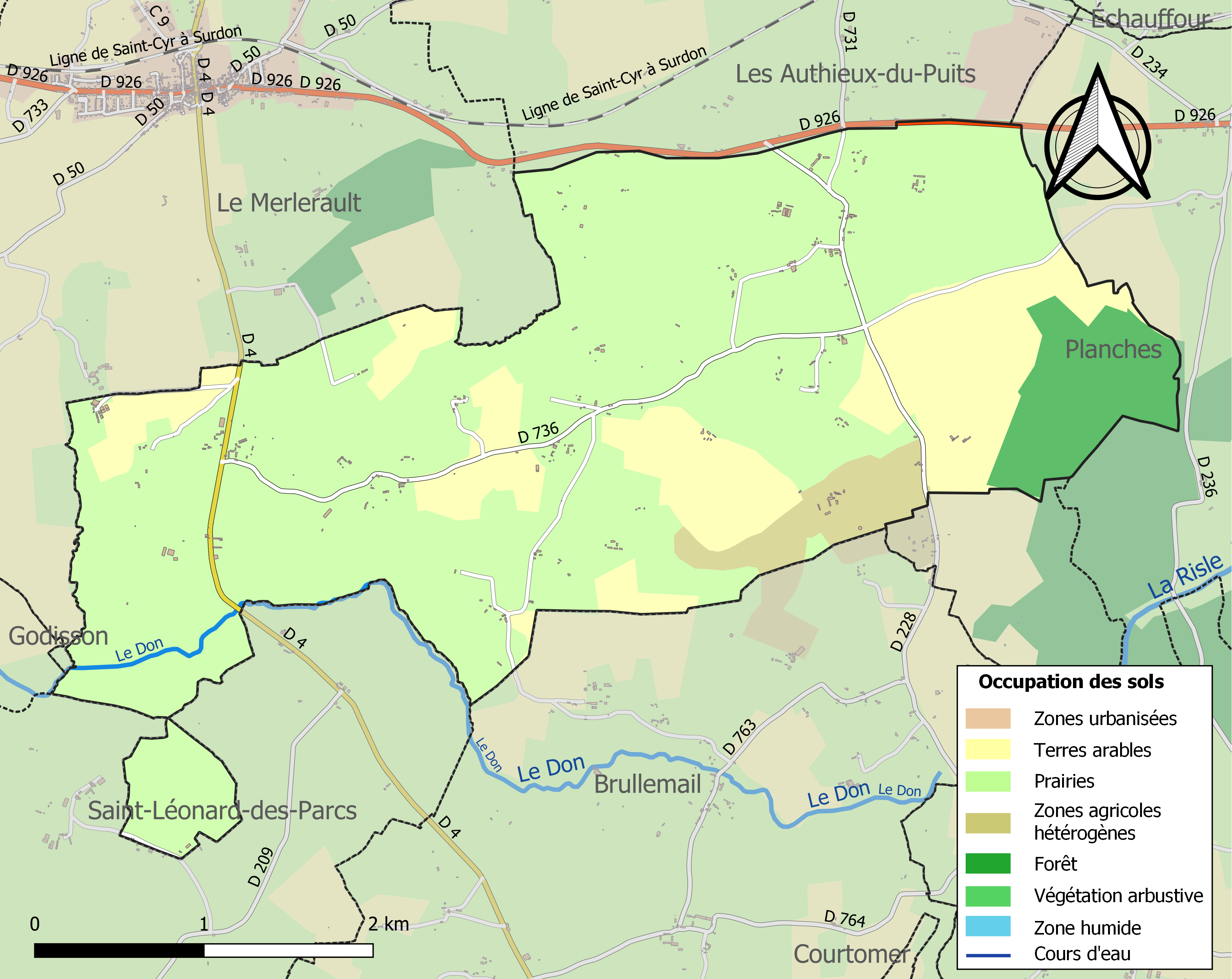
Carte des infrastructures et de l'occupation des sols de la commune en 2018 (CLC).

## Toponymie
Le nom de la localité est attesté sous les formes Geneveria en 1250, Genevreia vers 1350.
De l'oïl genevraie « lieu planté de genièvres ».

## Histoire
Le prieuré de bénédictins Notre-Dame de La Genevraie (vestiges), est fondé vers 1160 par Fouque II baron du Merle et de Messei. Il sera reconnu en 1181 comme abbaye par une bulle du pape Alexandre III[réf. nécessaire] . Le monastère est, vers 1200, une dépendance de l'abbaye de Hambye.
En 1817, les anciennes communes de Carnettes et de Tallonnay  sont rattachées à La Genevraye.

## Politique et administration
| Période                                  | Période   | Identité          | Étiquette | Qualité                                  |
| ---------------------------------------- | --------- | ----------------- | --------- | ---------------------------------------- |
| 1983                                     | mars 2014 | Pierre Granlin    | DVD       | Éleveur, conseiller général jusqu'à 2004 |
| mars 2014                                | En cours  | Vincent Lelouvier | SE        | Agriculteur                              |
| Les données manquantes sont à compléter. |           |                   |           |                                          |

## Démographie
L'évolution du nombre d'habitants est connue à travers les recensements de la population effectués dans la commune depuis 1793. Pour les communes de moins de 10 000 habitants, une enquête de recensement portant sur toute la population est réalisée tous les cinq ans, les populations de référence des années intermédiaires étant quant à elles estimées par interpolation ou extrapolation. Pour la commune, le premier recensement exhaustif entrant dans le cadre du nouveau dispositif a été réalisé en 2008.
En 2022, la commune comptait 91 habitants, en évolution de −12,5 % par rapport à 2016 (Orne : −3,21 %, France hors Mayotte : +2,11 %).
| 1793 | 1800 | 1806 | 1821 | 1836 | 1841 | 1846 | 1851 | 1856 |
| ---- | ---- | ---- | ---- | ---- | ---- | ---- | ---- | ---- |
| 220  | 233  | 228  | 503  | 490  | 453  | 427  | 404  | 394  |

| 1861 | 1866 | 1872 | 1876 | 1881 | 1886 | 1891 | 1896 | 1901 |
| ---- | ---- | ---- | ---- | ---- | ---- | ---- | ---- | ---- |
| 361  | 354  | 328  | 312  | 286  | 289  | 270  | 269  | 246  |

| 1906 | 1911 | 1921 | 1926 | 1931 | 1936 | 1946 | 1954 | 1962 |
| ---- | ---- | ---- | ---- | ---- | ---- | ---- | ---- | ---- |
| 224  | 233  | 198  | 213  | 214  | 211  | 200  | 221  | 227  |

| 1968 | 1975 | 1982 | 1990 | 1999 | 2006 | 2008 | 2013 | 2018 |
| ---- | ---- | ---- | ---- | ---- | ---- | ---- | ---- | ---- |
| 211  | 152  | 132  | 105  | 118  | 105  | 101  | 108  | 92   |

| 2022 | - | - | - | - | - | - | - | - |
| ---- | - | - | - | - | - | - | - | - |
| 91   | - | - | - | - | - | - | - | - |

## Lieux et monuments
- La statue gisante de Foulques (ou François) du Merle[21], aussi nommée le Gisant de la  Génevraye, est exposée au Philadelphia Museum of Art[22].
- L'église Saint-Laurent. Elle possède un grand retable datant de la 2e moitié du XVIIe siècle.

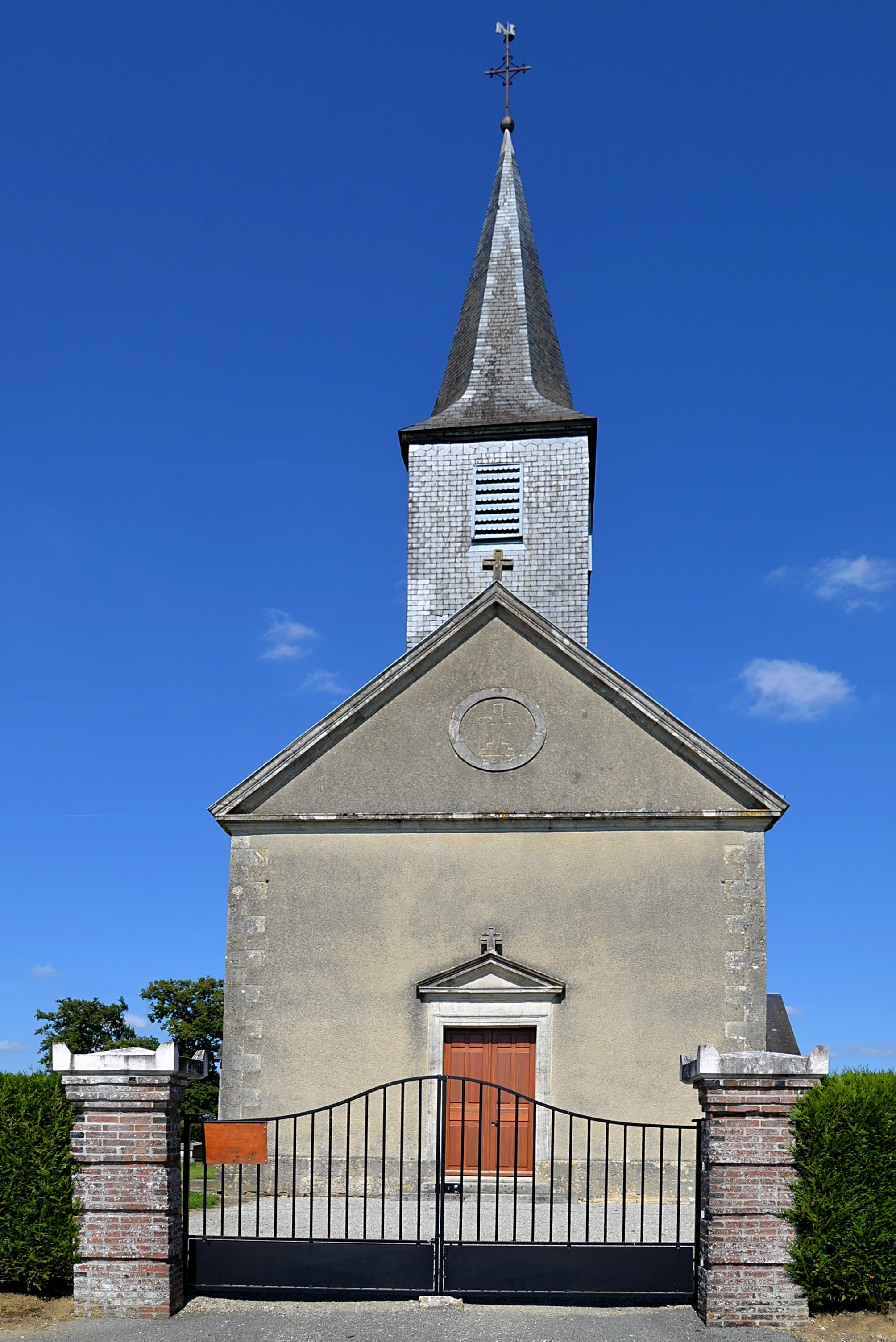
L'église Saint-Laurent.
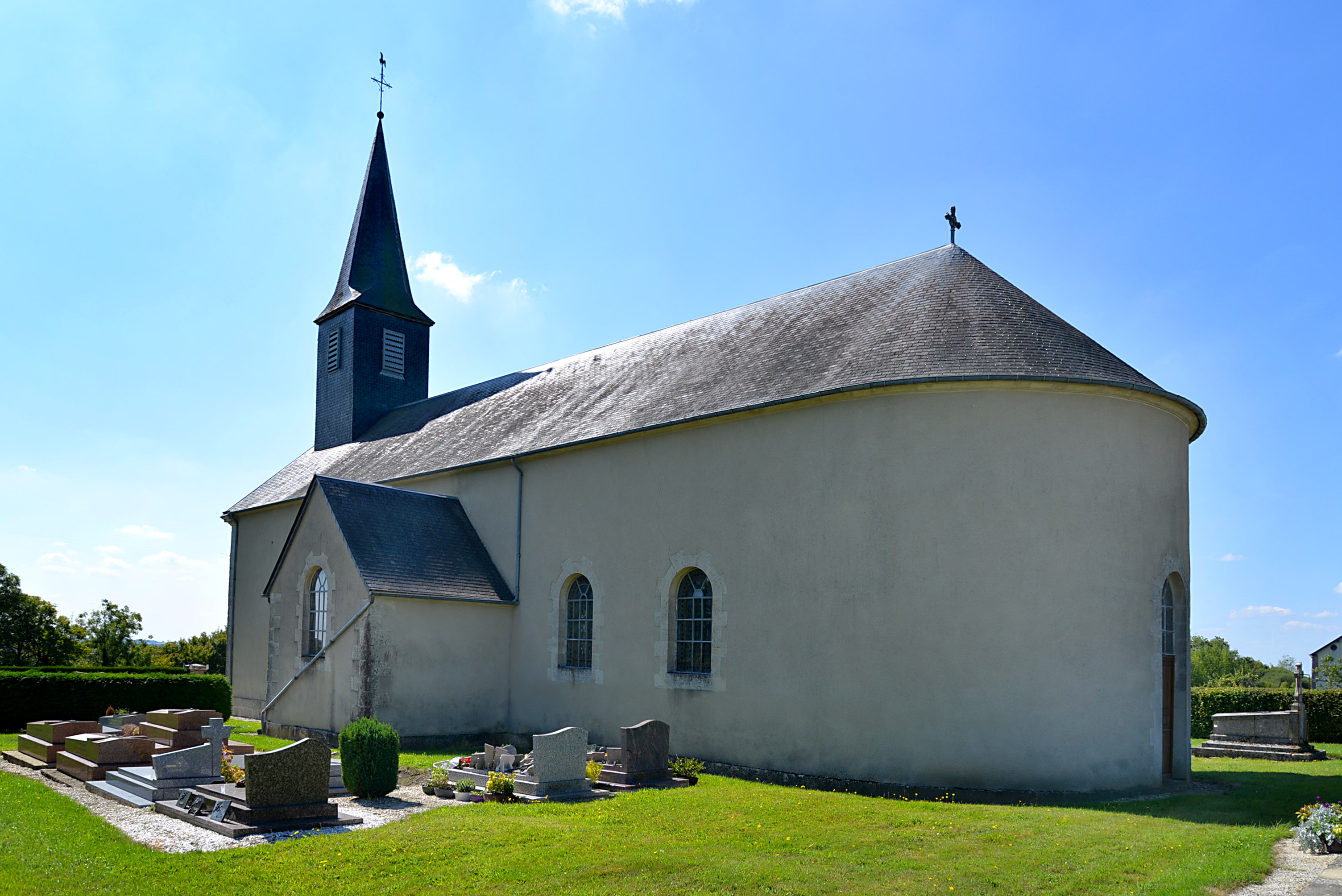
L'église Saint-Laurent.

## Personnalités liées à la commune
- Foulques du Merle († 1314), maréchal de France.
- Achille Perrier de La Genevraye (1787-1853), personnalité ayant inspiré le roman Nez-de-Cuir.